# Варшавский, Иосиф Наумович
Варша́вский Ио́сиф Нау́мович (азерб. Varşávsqi Yósif Naúmoviç; 10 февраля 1907, Баку, Российская Империя — 22 марта 1973, Душанбе, Таджикская ССР) — азербайджанский, дагестанский, таджикистанский дирижёр и музыкальный педагог еврейского происхождения. Дирижёр симфонического оркестра и художественный руководитель Даградиокомитета. Под его руководством Дагестанская национальная и симфоническая музыка вышла во всесоюзный радиоэфир, а музыкально-образовательные программы получили радиотрансляцию на языках народов Дагестана. Многократно награждён почётными грамотами ЦК союза РАБИС АзССР и ДАССР, Заслуженный деятель искусств ДАССР.

## Биография
Иосиф Варшавский родился в городе Баку 10 февраля 1907 года в семье аккерманского мещанина Нуси́ма Ио́сифовича и рус. дореф. Кре́сiи Абра́мовны Варша́вской. В 1922 году окончил полный курс Бакинской 1-й Советской школы 2-й ступени, в результате чего получил право на поступление в высшие учебные заведения без испытаний. В 1925 году поступил в Азербайджанскую государственную консерваторию на специальное фортепьяно педагогического отделения в класс профессора И. Прессмана, окончив её в 1931 году.
Женился на актрисе театра Юлие Николаевне Боур-Мальцевой. В браке родились два сына: Рафаэль (1 декабря 1939 года) и Евгений (19 июля 1948 года).
До 1948 года работал в Бакинском театре русской драмы, Азербайджанском театре им. М. Азизбекова,
Азгосфилармонии, Бакинской консерватории. Согласно мемуарам сына Иосифа и Юлии, Евгения Варшавского, Иосиф Варшавский принял участие в первой постановке на русском языке оперетты Узеира Гаджибекова «Аршин мал алан», в качестве дирижёра, а Юлия Боур-Мальцева в качестве актрисы, в роли Гюльчохры.
В 1948 Иосиф Варшавский переехал в Махачкалу, где стал дирижёром симфонического оркестра Дагестанского комитета по радиовещанию, а впоследствии и художественным руководителем Даградиокомитета. В результате его работы произведена подготовка к записи Дагестанской национальной и симфонической музыки для всесоюзного радиовещания. По инициативе Иосифа Варшавского на радио был введён цикл образовательных концертов классической музыки с пояснениями на языках народов Дагестана.
В Махачкале Иосиф Варшавский занимался в том числе музыкальной педагогической деятельностью в музыкальном училище им. П. И. Чайковского, обучая студентов теоретическим предметам и игре на фортепьяно. С его участием формируются отделения по специальностям, Иосиф Варшавский становится одним из первых педагогов отделения хорового дирижирования. Исследовательница, кандидат исторических наук Рустамова А. К., в своей диссертации, выносит заключительный тезис о значимости вклада Азербайджанских музыкальных педагогов, в том числе Иосифа Варшавского в музыкальное образование республики:
В подготовке музыкальных кадров Дагестана большая роль отводится выпускникам азербайджанских специальных учебных заведений (X. Ханукаев, И. Варшавский)
Коллегами Иосифа Варшавского были такие деятели искусств как X. М. Ханукаев, T. A. Мурадов, М. М. Кажлаев и др. За достижения в сфере искусств Иосиф Варшавский неоднократно награждался почётными грамотами ЦК Союза РАБИС АзССР и ДАССР, в 1951 году награждён званием «Заслуженный деятель искусств ДАССР».
В 1959 году Иосиф Варшавский с семьёй переехал в Таджикскую ССР, в город Сталинабад, где занимался педагогической деятельностью в Душанбинском музыкальном училище и Госпединституте им. T. Г. Шевченко.
В возрасте 66 лет Иосиф Варшавский скончался от инфаркта миокарда. Похоронен на Центральном Душанбинском кладбище. Таджикистанский писатель и публицист Мансур Суруш характеризует педагогическую деятельность Иосифа Варшавского следующим образом:
... Немало именитых композиторов и музыкантов в
Таджикистане по праву считают себя учениками покойного И. Варшавского.